# Brandende liefde (plant)
Brandende liefde (Silene chalcedonica, voorheen Lychnis chalcedonica) is een meerjarige plant uit de anjerfamilie, met intens rode bloemen, vandaar de Nederlandse naam. Het is een populaire borderplant en hij wordt ook als snijbloem gebruikt. De plant is eenvoudig uit zaad op te kweken.

## Kenmerken
De onvertakte plant wordt 35–100 cm hoog en bloeit van juni tot augustus. De 1–3 cm grote bloemen zitten in een enkelvoudig scherm. Een scherm bestaat uit 10–50 bloemen. De bloem heeft vijf diep ingesneden kroonbladen, waardoor hij op het Maltezer kruis lijkt. Hieraan heeft de plant een van zijn Engelse namen, Maltese-cross, te danken. Het lancetvormige, middelgroene blad is 2–12 cm lang en 1–5 cm breed. De vrucht is een doosvrucht.
Brandende liefde is onder meer verwant aan de prikneus (Silene coronaria).

## Voorkomen
Brandende liefde komt van nature voor in Centraal- en Oost-Rusland, Kazachstan, Mongolië en Noordwest-China.

## Trivia
- De naam van het boek Brandende liefde van Jan Wolkers is een knipoog naar deze plant. In de gelijknamige film komen de bloemen voor.

... · 
S. acaulis (Stengelloze silene) · 
S. chalcedonica (Brandende liefde) · 
S. conica (Kegelsilene) · 
S. coronaria (Prikneus) · 
S. dichotoma (Gaffelsilene) · 
S. dioica (Dagkoekoeksbloem) · 
S. flos-cuculi (Echte koekoeksbloem)
S. gallica (Franse silene) · 
S. latifolia subsp. alba (Avondkoekoeksbloem) · 
S. noctiflora (Nachtkoekoeksbloem) · 
S. nutans (Nachtsilene) · 
S. otites (Oorsilene) · 
S. stenophylla · 
S. uniflora · 
S. viscaria (Rode pekanjer) · 
S. vulgaris (Blaassilene) · 
...